# Локачі
Ло́качі (пол. Łokacze) — селище, центр Локачинської селищної громади Володимирського району Волинської області України, розташоване на правому березі річки Луги-Свинорийки та її притоки Війниці, за 56 км на захід від обласного центру.

## Назва
Назва Локачі походить від дієслова «локати, лочити,» що означає надмірно їсти. Найменуванню містечка Локачі передувала назва Лукачі. Перекази стверджують, що таке наріччя утворилося через популярність зброї, що її виготовляли місцеві майстри, — луків. В інших переповідках йдеться про те, що назву Лукачі отримали через болотисту місцевість (луки).

## Історія

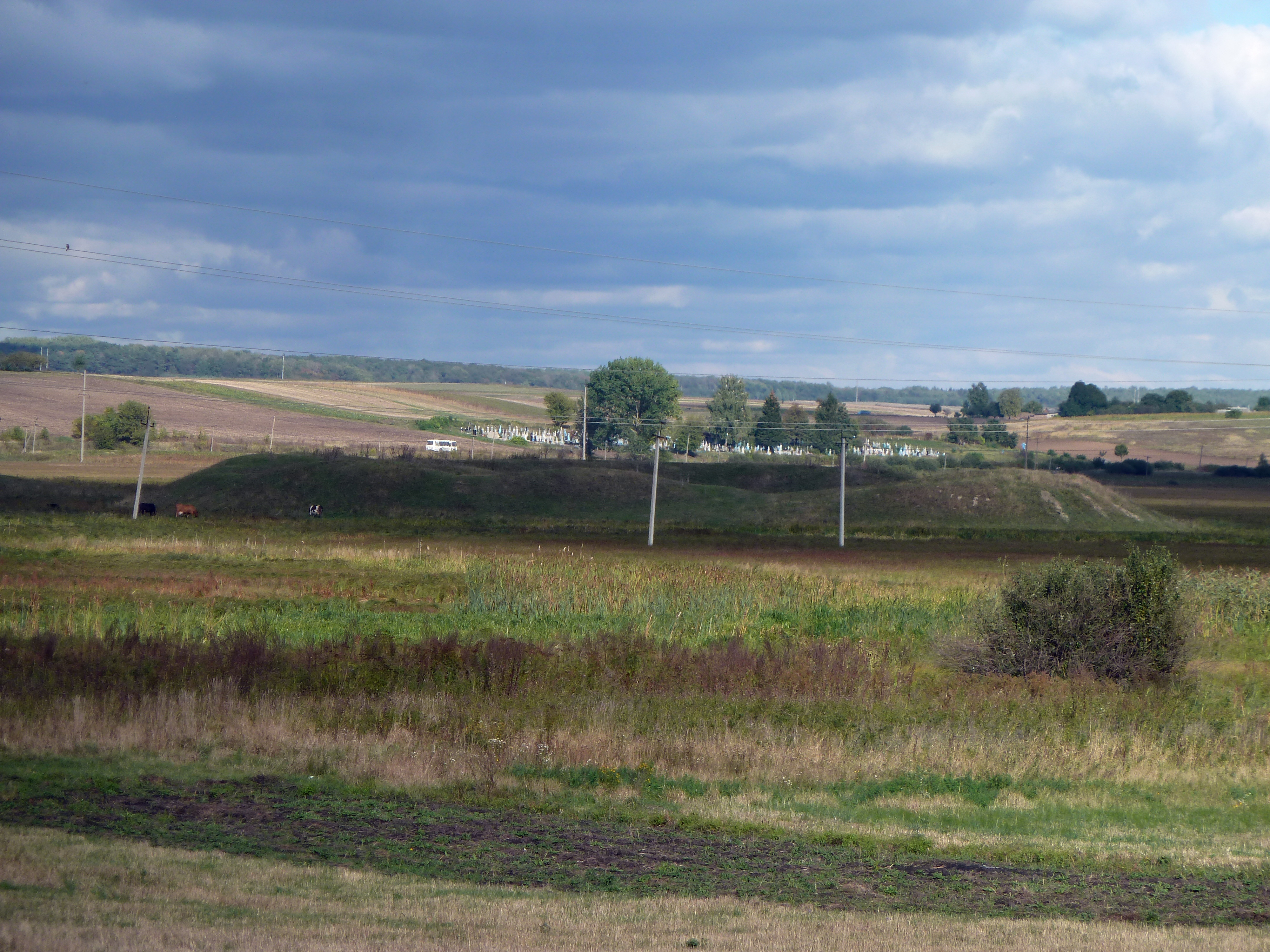
Городище (дитинець і окольне місто) (XI - XIII ст.)

Першими історичними володарями Локачів були князі Глинські. В період господарювання Чорторийських в Локачах був збудований замок на болотах близько села Козлів — навпроти Локач. Про цей замок згадує Ян Яблонський — воєвода Волинський у 1545 році. Далі володарями Локач стають князі литовські Сангушки, які з'явилися на Волині в Камені-Каширському і Ратне в 1441–1443 роках. Найвідомішим з цього роду був Роман Сангушко (1537–1571) — князь Локач та Несухоїжів.
У 1625 році Локачами, які на той час вже були містечком і мали право на чотири ярмарки, володіють шляхтичі Вільги (герб Бонча). Населення займалося сільським господарством. Налічувалось в Локачах 173 двори. Крім ремісників, шевців, кравців, пекарів, перекупників була ще одна категорія — торгова знать. Становище селян в цей час було нестерпним. Феодали примушували селян відробляти шість днів панщини на тиждень, стягуючи грошові та натуральні податки.
У 1793 році після другого розподілу Речі Посполитої, Локачі, як і більша частина Волині, попадають під панування Росії. 1812 року Локачі були захоплені військами наполеонівської армії. Наприкінці вересня цього ж року західну частину Волині, в тому числі й Локачі, «визволили» від загарбників російські війська. Більшість місцевих селян брали участь у цій війні і тому вважали, що після закінчення війни одержать свободу. Але їхні сподівання були марними, селяни так і залишилися кріпаками, виконуючи кріпосницькі повинності на користь власника містечка Людовіка Вільги — воєводи Чернігівського.
Населення Локачів жило в темряві, панувала суцільна неписьменність.[джерело?] У 1803 році було відкрите парафіяльне училище, яке через брак коштів невдовзі припинило своє існування. Лише з 1817 року розпочалося навчання в училищі, навчали польською і російською мовами. Навчання в школі майже не було, вона була закрита, лише у 1835 році відновлює свою роботу. Після реформи 1861 року в Локачах виникають перші підприємства. Діяло дві суконні фабрики, цегельний завод. Селяни займалися кустарними промислами, особливо було розвинуте столярне виробництво, виготовлення деяких сільськогосподарських знарядь, ковальська справа, ткацтво, цим займались у кожному господарстві. Вироби збувалися на місцевих ринках та ярмарках, що відбувалися в Локачах. До 1917 року містечко входило до Хорівської волості Володимир-Волинського повіту Волинської губернії.
В 1917 році містечко входить до складу Української Народної Республіки.
Внаслідок поразки Перших визвольних змагань через зовнішню агресію містечко відходить до Польської Республіки, належало до ґміни Хорув Горохівського повіту Волинського воєводства.
19 вересня 1939 року, згідно із пактом Молотова — Ріббентропа, до містечка увійшли радянські війська.
23 червня 1941 року в село Локачі без бою вступили німці. Гітлерівці організували в Локачах масові розстріли, під час яких знищено 3667 осіб єврейської національності. До Німеччини на каторжні роботи було вивезено 994 осіб. 
17 квітня 1943 року Локачі піддалися атаці Української повстанської армії. Під час цього нападу були вбиті 14 поляків і розгромлена аптека. Німці створили в місцечку відділ шуцманшафту з поляків. Поліцаї вирили траншеї навколо Локачі і ввели систему денної і нічної охорони. Завдяки цьому в липні 1943 року їм вдалося відбити атаку УПА. Однак поліцаї не обмежувалися самообороною. Багато разів вони влаштовували набіги на навколишні українські села, конфіскуючи продукти харчування. У січні 1944 року під час одного з рейдів польські поліцейські вбили 24 українця. 13 червня 1944 року УПА безуспішно намагалася знову захопити містечко. Під час нападу, однак, загинула група поляків.
В липні 1944 року в селі Локачі було встановлено радянську владу і почалась насильна мобілізація в РСЧА.
З 24 серпня 1991 року містечко належить до незалежної України.
12 червня 2020 року, відповідно до розпорядження Кабінету Міністрів України № 708-р «Про визначення адміністративних центрів та затвердження територій територіальних громад Волинської області», увійшло до складу Локачинської селищної територіальної громади.
19 липня 2020 року, в результаті адміністративно-територіальної реформи та ліквідації  Локачинського району, село увійшло до новоутвореного Володимир-Волинського району (від 18 липня 2022 Володимирського).

## Населення

### Мова
Розподіл населення за рідною мовою за даними перепису 2001 року:
| Мова       | Кількість | Відсоток |
| ---------- | --------- | -------- |
| українська | 3971      | 99.08%   |
| російська  | 30        | 0.76%    |
| білоруська | 3         | 0.07%    |
| вірменська | 2         | 0.05%    |
| румунська  | 1         | 0.02%    |
| німецька   | 1         | 0.02%    |
| Усього     | 4008      | 100%     |

## Уродженці Локачів
- Штинько Валентина Сергіївна — заслужена журналістка України [8].
- Івшина Лариса Олексіївна — головний редактор газети «День».

## Сучасність
Під Іловайськом загинув та довгий час вважався зниклим безвісти Віктор Шолуха, 27 грудня 2014 року тіло перевезене із Запоріжжя до Луцька.